# Winfried Menninghaus
Winfried Menninghaus (* 12. Dezember 1952 in Halle (Westf.)) ist ein deutscher Komparatist. Von 2013 bis 2022 leitete er die Abteilung „Sprache und Literatur“ am neuen Max-Planck-Institut für empirische Ästhetik in Frankfurt am Main.

## Leben
Menninghaus studierte an den Universitäten Marburg, Heidelberg, Frankfurt am Main und an der Freien Universität Berlin. Im Anschluss an seine Promotion 1979 über Walter Benjamins Theorie der Sprachmagie war er 1979 und 1980 Lektor beim Verlag Suhrkamp. Er habilitierte sich 1986. Menninghaus wurde 1989 zum Professor für Allgemeine und Vergleichende Literaturwissenschaft an der Freien Universität Berlin ernannt. Er lehrte dort am Peter-Szondi-Institut bis März 2013.
Später erhielt er weitere Rufe an die Universität Bonn (1992), die Yale University (1995) und die Princeton University (2004). Er nahm Gastprofessuren an der Hebrew University of Jerusalem, der University of California, Berkeley, der Yale University, der Princeton University, der Rice University und der EHESS (Paris) wahr.
Seit 2002 ist Menninghaus ordentliches Mitglied der Berlin-Brandenburgischen Akademie der Wissenschaften.
2007 begründete Menninghaus den Exzellenzcluster Languages of Emotion an der Freien Universität Berlin. Er leitete das Cluster von 2007 bis 2010 als Sprecher.
2013 verließ er die Freie Universität Berlin und wurde zu einem der Gründungsdirektoren des Max-Planck-Instituts für empirische Ästhetik berufen, wo er die Abteilung „Sprache und Literatur“ leitete. Ende 2022 wurde er emeritiert.

## Forschung
Menninghaus' Forschungsschwerpunkte liegen in der Romantikforschung, der Walter-Benjamin-Forschung, der Paul-Celan-Forschung und in der Poetologie. Besonders bekannt ist er für seine Arbeit im Feld der Ästhetik. In seinen jüngeren Arbeiten, Das Versprechen der Schönheit (2003) und Wozu Kunst? (2011) verbindet er Einsichten der Evolutionsbiologie, Psychologie, Kognitionswissenschaften und Komparatistik zu einer neuen Theorie des Schönen.

## Ehrungen
- 2012: Premio Internazionale di Estetica von der Società italiana di Estetica[6]

## Veröffentlichungen

### Monografien
- Walter Benjamins Theorie der Sprachmagie. Suhrkamp, Frankfurt am Main 1980.
- Paul Celan – Magie der Form. Suhrkamp, Frankfurt am Main 1980.
- Artistische Schrift. Studien zur Kompositionskunst Gottfried Kellers. Suhrkamp, Frankfurt am Main 1982.
- Schwellenkunde. Walter Benjamins Passage des Mythos. Suhrkamp, Frankfurt am Main 1986.
- Unendliche Verdopplung. Die frühromantische Grundlegung der Kunsttheorie im Begriff absoluter Selbstreflexion. Suhrkamp, Frankfurt am Main 1987.
- Lob des Unsinns. Über Kant, Tieck und Blaubart. Suhrkamp, Frankfurt am Main 1995.
- Ekel. Theorie und Geschichte einer starken Empfindung. Suhrkamp, Frankfurt am Main 1999, ISBN 3-518-41041-5.
- Das Versprechen der Schönheit. Suhrkamp, Frankfurt am Main 2003.
- Hälfte des Lebens. Versuch über Hölderlins Poetik. Suhrkamp, Frankfurt am Main 2005.
- Wozu Kunst? Ästhetik nach Darwin. Suhrkamp, Berlin 2011.

### Herausgeberschaft
- mit Aleida Assmann, Jan Assmann, Wolf-Daniel Hartwich: Jacob Taubes. Vom Kult zur Kultur. Bausteine zu einer Kritik der historischen Vernunft. Gesammelte Aufsätze zur Religions- und Geistesgeschichte. Fink, München 1996, ISBN 3-7705-3027-6.
- mit Klaus R. Scherpe: Literaturwissenschaft und politische Kultur. Für Eberhard Lämmert zum 75. Geburtstag. Metzler, Stuttgart 1999, ISBN 3-476-01734-6.